# Rhodobacter sphaeroides
Rhodobacter sphaeroides es una especie de bacteria púrpura; un grupo de bacterias que obtiene energía a través de la fotosíntesis y que fue encontrado en lagos profundos y aguas estancadas.
Sus mejores condiciones de crecimiento son fotótrofas anaeróbicas (fotoheterótrofos y fotoautotrofos) y quimioheterotrótrofas aerobias en ausencia de luz. R. sphaeroides también es capaz de fijar el nitrógeno. Es notable lo diverso de su metabolismo, ya que es capaz de crecer heterótrofamente a través de la fermentación y la respiración aerobia y anaerobia.